# Emmanuel Laugier
Pour les articles homonymes, voir Laugier.
Emmanuel Laugier est un poète, essayiste et critique littéraire français, né en 1969 à Meknès au Maroc ; il vit et travaille, depuis quelques années, à Nîmes. Poète, critique littéraire à la revue Le Matricule des anges depuis 1992, il est l'auteur d'une dizaine de livres et publie régulièrement en revue.

## Biographie
Emmanuel Laugier fait des études de philosophie à l'université de Nice puis à Paris à la Sorbonne Paris-I. Travaux sur l’exclusion de la poésie de la cité chez Platon (L’Homère de Platon), puis, avec Jean-François Marquet, sur Les figures du don dans l’œuvre d’Yves Bonnefoy. Il travaille aux éditions des Belles Lettres depuis 18 ans. 
Il fait partie du comité de rédaction de la revue L’Animal (Metz) pour laquelle il a dirigé le Cahier Jean-Luc Nancy (avec Philippe Choulet), Jean-Christophe Bailly, Imré Kertesz et Philippe Lacoue-Labarthe (avec Philippe Choulet), et où il a écrit, entre autres, sur le cinéma et les images. Par ailleurs, il rédige des articles pour différents collectifs ou revues (Sitaudis principalement). Avec Lionel Destremeau, il a dirigé pour les éditions Prétexte des collectifs d’anthologie critique sur la poésie contemporaine. Il a conçu le Cahier Jacques Dupin Strates (Farrago, 2000) ainsi que l’édition de ses écrits sur l’art, Par quelque biais vers quelque bord, (P. O L, 2009).
Emmanuel Laugier a été membre de la Commission poésie du Centre National du Livre de 2003 à 2006. La commission Poésie du CNL a accordé à tous ses ouvrages une aide à la publication. L’auteur a reçu une bourse d’encouragement du CNL en 1997 et en 2007 une bourse de création.

## Publications

### Livres de poésie
- L'Œil bande, Deyrolle éditeur, 1997.
- Hante ton aisselle au bout de quoi (poème inédit d’Emmanuel Laugier, accompagné de 16 aquatintes en couleurs d’1m de long de Marie Alloy, et 1 dessin original de l’auteur), Le Silence qui roule, 1998.
- Rapide vif très rapide (dessins de Florence Farrugia), Éditions DE, 1999.
- Son / corps / flottant, Didier Devillez, 2000[2].
- Et je suis dehors déjà je suis dans l'air, Éditions Unes, 2000.
- Réverb’ (accompagnés de 7 aquarelles originales de Marie Alloy), Le Silence qui roule, 2000.
- Portrait de têtes, Éditions Prétexte, 2002.
- Vertébral, Didier Devillez, 2002.
- Poèmes dans l'anthologie franco-croate Mars poetica, coédition Le temps des cerises, Le Printemps des poètes, 2003.
- Tout notre aer se noirci & Du Bartas, La Sepmaine, Éditions 1 : 1, 2003.
- Suivantes, Didier Devillez, 2004.
- Mémoire du mat, Éditions Virgile, 2006[3].
- For, éditions Argol, 2010[4].
- LTMW, Nous, 2013.
- Crâniennes, Argol éditions, 2014
- L'Œil bande, (nouvelle édition), postface d'Anne Malaprade, Éditions Unes, 2016.
- Chant tacite, Caen, Nous, 2020[5]

- Prix Maïse-Ploquin-Caunan 2021 de l'Académie française
- Chambre distante, Caen, Nous, 2023

### Autres publications / contributions
- Sans titre, composition de Nils Méchin pour une voix et vingt instruments, textes extraits de L’Œil bande de Emmanuel Laugier, Conservatoire de la Villette, Paris, CD "journée de la composition", 1997.
- Dans l'écart, ouvrage collectif, Le Silence qui roule, 1998.
- Strates, Cahier Jacques Dupin, sous la direction d'Emmanuel Laugier, Farrago, 2000.
- Jacques Dupin, De nul lieu et du Japon, postface d'Emmanuel Laugier ("Sans rien dire"), Farrago/Léo Scheer, 2001.
- Singularités du sujet : huit études sur la poésie contemporaine, volume 1, sous la direction de Lionel Destremau et Emmanuel Laugier, Prétexte éditeur, 2002.
- Têtes, composition de Nils Méchin, textes extraits de Portrait de têtes de Emmanuel Laugier, La Maroquinerie & Maison de la poésie de Paris, 2002.
- Pluralités du poème: huit études sur la poésie contemporaine, volume 2, sous la direction de Lionel Destremau et Emmanuel Laugier, Prétexte éditeur, 2003.
- Jean-Michel Reynard, une parole ensauvagée, collectif, La Lettre volée, 2009 (Contribution : "Tables pour Jean-Michel Reynard").
- Par quelque biais vers quelque bord, Jacques Dupin; préface d'Emmanuel Laugier, P.O.L, 2009

### Articles
- L’Animal : no 5, 7, 9 (sur le cinéma à l’ennui/ la fatigue)
- Action poétique : no 152 et 155,
- Théodore Balmoral : no 31 et 35,
- Prétexte Ultimum (septembre 99),
- Prétexte : no 20 (sur Dominique Fourcade) ; no 21-22 (sur Jean-Patrice Courtois).
- Le Mâche-Laurier : no 12 sous le nom de G. Sterne.
- L’Atelier contemporain : no 1 sur Jean-Louis Giovannonni
- Ralentir Travaux: no 16-17 (sur Bernard Vargaftig).
- If : no 15
- moriturus : no 3, "filigranant la voix de voix", 2004 ;
- Lignes n°38, Littérature et pensée, collectif sous la direction de Michel Surya.
- Chaoid.com : no 3, "Suivantes" ; no 5, "Restes de cinéma".
- L'Etrangère : no 6, "Pas rattrapable", 2003 ; no 8-9, "Dormance (I)", 2005 ; no 16-17-18, "Black rain falling drop’s up day", 2007.

### Lectures avec des musiciens
- Sans titre, composition de Nils Méchin pour une voix et vingt instruments, textes extraits de L’Œil bande, (Conservatoire de la Villette), Paris, CD “ journée de la composition ”, 1997 & lauréat du prix de composition 1997.
- Têtes, composition de Nils Méchin, textes extraits de Portrait de têtes de E. Laugier (La Maroquinerie & Maison de la poésie de Paris, 2002)
- Woyzeck Sentes, composition de Nils Méchin, texte de Emmanuel Laugier, invitation des Itinéraires Bis du Fonds Régional d’Art Contemporain de Lorraine [49 Nord 6 Est], 2006.
- Schéma structural de l’île de Groix, à partir de For, composition de Nils Méchin, images vidéo de Christophe Gallatry, Maison de la photographie de la ville de Nice, 2008.
- L’île à partir de For, lecture et improvisations (trompettiste) de Jean-Luc Cappozzo, Festival Equivoxes, Quimper, 2011.
- Skullies à partir de Crâniennes, composition musicale de Fabien Tolosa, 2015, Poésie dans les Chais (Pau, 2015), et Lolipop, Marseille.